# دالمانينات
الدالمانينات (الاسم العلمي:†Dalmanitoidea) هي فوق فصيلة منقرضة من ثلاثيات الفصوص تتبع رتبة النظيرات عدسيات العيون.

## التصنيف
- فصيلة الدالمانيات (مفصليات)
  - جنس الدالمانية (مفصليات)